# Breaking the Law
«Breaking the Law» (Нарушая закон) — песня британской рок-группы Judas Priest, выпущенная синглом с альбома British Steel в 1980 году. В марте 2023 года группа авторов американского издания Rolling Stone включила композицию в список «100 величайших хеви-метал песен всех времён». В этом рейтинге она заняла 4-ю позицию.

## Список композиций
Слова и музыка всех песен — написаны Робом Хэлфордом, Гленном Типтоном, Кей Кей Даунингом.
| №  | Название           | Длительность |
| -- | ------------------ | ------------ |
| 1. | «Breaking the Law» | 2:34         |

| №  | Название     | Длительность |
| -- | ------------ | ------------ |
| 1. | «Metal Gods» | 3:58         |

## Состав группы
- Роб Хэлфорд — вокал
- Гленн Типтон — гитара
- Кей Кей Даунинг — гитара
- Иэн Хилл — бас-гитара
- Дэйв Холланд — ударные

## В массовой культуре
- «Breaking the Law» вошла в саундтрек к видеоиграм Scarface: The World Is Yours в 2006 году и в Guitar Hero Live в 2015-м.
- Песня звучала в девятнадцатом эпизоде семнадцатого сезона мультсериала «Симпсоны» — «Girls Just Want to Have Sums» (рус. Девочки просто хотят математики). После того, как девочки выходят из автобуса, Отто включает композицию.

## Кавер-версии песни
Существует огромное количество кавер-версий Breaking the Law. В разные годы каверы записывали такие группы: Access Denied, Agression, Arch Enemy, Attentat Rock, Buckshot, Buried Alive, Burning Leather, Ceremonial Castings, Chainsaw, Commander, Conquest of Steel, Doro, Firewind, Formel 1, Gore Obsessed, HammerFall, Lethal Vice, Litvintroll, Motörhead, Stryper, Viikate, Viper, Ночная трость и др.

## Позиции в хит-парадах
| Год  | Хит-парад                        | Высшая позиция | Пребывание в чарте |
| ---- | -------------------------------- | -------------- | ------------------ |
| 1980 | Великобритания (UK Albums Chart) | 12             | 6 недель           |
| 1980 | Ирландия (IRMA)                  | 19             | 2 недели           |